# Stigsholm Sø
Stigsholm Sø är en sjö i Danmark.  Den ligger i Ikast-Brande kommun i Region Mittjylland,  190 km väster om Köpenhamn. Stigsholm Sø ligger 68 meter över havet. Arean är 0,18 kvadratkilometer.
Stigsholm Sø är ett fågelskyddsområde och ingår i  Natura 2000 området Sepstrup Sande, Vrads Sande, Velling Skov og Palsgård Skov.